# Bach-Gesellschaft Ausgabe

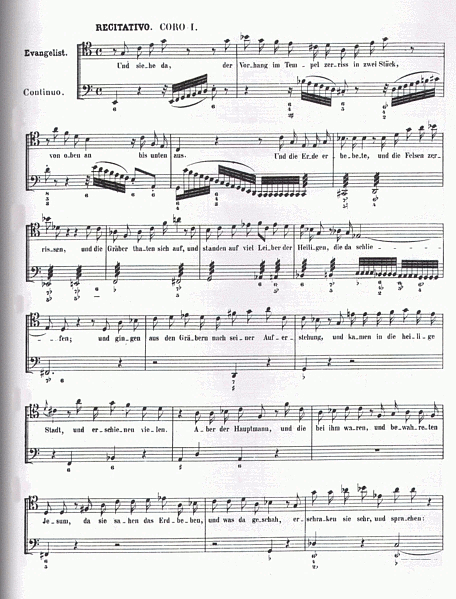
Una pagina della Passione secondo Matteo BWV 244, pubblicata nel 1854.

Con Bach-Gesellschaft Ausgabe (tedesco, "Edizione della società bachiana") ci si riferisce alla prima edizione completa delle composizioni di Johann Sebastian Bach.

## Storia
L'opera omnia della composizione bachiane fino ad allora conosciute venne data alle stampe dalla Bach-Gesellschaft, una società appositamente costituita a Lipsia nel 1850, e uscì con il suo primo volume nel 1851.
Le pubblicazioni continuarono fino al 1899, per un totale di 46 volumi. Ritenuto raggiunto il suo obiettivo, la Bach-Gesellschaft si sciolse nel 1900. Tuttavia, Wolfgang Graeser diede alle stampe, nel 1926, un volume su L'arte della fuga, pubblicato come supplemento alla Neue Bach-Ausgabe, la nuova opera omnia delle composizioni bachiane che la Neue Bachgesellschaft stava pubblicando. Il volume di Graeser, di fatto, viene considerato il 47º della vecchia Bach-Gesellschaft Ausgabe.
Poiché l'ultimo editore della Bach-Gesellschaft Ausgabe morì nel 1928, i volumi che la compongono sono di pubblico dominio in tutto il mondo.

## Contenuti
L'accuratezza dei diversi volumi varia notevolmente a seconda del curatore che li realizzò. I volumi editi da Wilhelm Rust, ad esempio, sono generalmente considerati di buona qualità e differiscono di poco dai volumi della Neue Bach-Ausgabe, la nuova edizione integrale degli spartiti di Johann Sebastian Bach edita dalla Neue Bachgesellschaft nel corso della seconda metà del XX secolo.
Il musicologo Hans T. David criticò la presentazione del volume 31, dedicato all'Offerta musicale, a causa delle sue numerose imprecisioni, e, nel 1911, l'Enciclopedia Britannica giudicò i volumi della Bach-Gesellschaft Ausgabe come «di qualità molto diseguale». L'Enciclopedia Britannica, inoltre, valutò positivamente il lavoro di Rust, lamentando però un calo della qualità nelle pubblicazioni edite dopo la sua morte, avvenuta nel 1892.
Nella sua edizione delle Variazioni Goldberg, il clavicembalista e musicologo Ralph Kirkpatrick segnalò numerosi errori all'interno della Bach-Gesellschaft Ausgabe, in particolare per quanto riguardava l'ornamentazione.
I volumi, comunque, per l'epoca furono assolutamente innovativi e contribuirono notevolmente alla diffusione e allo studio della musica di Johann Sebastian Bach. L'opera rimase l'edizione standard delle partiture di Bach fino alla pubblicazione della Neue Bach-Ausgabe, uscita in 96 volumi dal 1954 al 2007 a cura della Neue Bachgesellschaft.